# Isabel Gose
Isabel Marie Gose (* 9. Mai 2002 in Berlin) ist eine deutsche Schwimmerin und Welt- und Europameisterin.

## Werdegang
Isabel Gose bestritt ihre ersten Wettkämpfe für die Wasserfreunde Spandau 04. Mit zwölf Jahren (2014) erfolgte der Wechsel auf die Sportschule Potsdam, wo sie von Trainer Marko Letz gefördert und geformt wurde. Seitdem startete sie für den Potsdamer SV. Bei den Deutschen Kurzbahnmeisterschaften 2016 holte sie über 400 Meter Freistil ihren ersten Meistertitel auf nationaler Ebene im Seniorenbereich.
Im folgenden Jahr nahm sie an den Deutschen Meisterschaften 2017 in Berlin teil und gewann über 200 Meter Freistil den Titel. Anschließend holte sie bei den Deutschen Kurzbahnmeisterschaften 2017 über 400 und 800 Meter Freistil jeweils den Titel. Ab April 2018 trainierte sie in der Trainingsgruppe von Michael Spikermann am Olympiastützpunkt Rhein-Neckar in Heidelberg. Ihren ersten internationalen Titel feierte sie Anfang Juli in Helsinki beim Sieg über 200 Meter Freistil bei den Junioreneuropameisterschaften und avancierte mit ihren insgesamt sieben Medaillen zur erfolgreichsten DSV-Athletin.
Bei den Junioreneuropameisterschaften 2019 im russischen Kasan war Gose mit 5-mal Gold, 1-mal Silber und 1-mal Bronze die erfolgreichste Athletin der gesamten Titelkämpfe. Mit ihrer Siegerzeit von 1:57,51 min über 200 Meter Freistil stellte sie einen neuen Meisterschaftsrekord auf. Einen weiteren Veranstaltungsrekord konnte sie zusammen mit der 4-mal-100-Meter-Freistil-Mixedstaffel verbuchen.
Bei den Deutschen Kurzbahnmeisterschaften 2019 in Berlin erschwamm sie über 400 Meter Freistil mit 3:58,91 min einen neuen deutschen Kurzbahnrekord. Bei den Kurzbahneuropameisterschaften 2019 in Glasgow gewann sie mit Silber über diese Strecke ihre erste Einzelmedaille bei internationalen Meisterschaften der Erwachsenen.
Seit April 2020 trainiert sie in der Trainingsgruppe von Bernd Berkhahn und Norbert Warnatzsch am Olympiastützpunkt Sachsen-Anhalt.
Bei den Qualifikationswettkämpfen für die Olympischen Spiele in Tokio qualifizierte sich Gose über die Einzelstrecken 200, 400 und 800 Meter Freistil sowie für die 4-mal-200-Meter-Freistilstaffel. Über die 400 Meter Freistil schlug sie als Vorlaufsechste nach 4:03,21 min an und verbesserte damit den deutschen Rekord von Sarah Köhler um 75 Hundertstelsekunden.
Seit 2020 ist Gose Mitglied der Trainingsgruppe unter Bundestrainer Bernd Berkhahn beim SC Magdeburg. Am 1. Oktober 2021 errang sie ihren ersten Weltcupsieg über 400 Meter Freistil. Einen Tag später folgte der dritte Platz über 200 Meter Freistil beim Fina World Cup in Berlin. Bei den Kurzbahneuropameisterschaften 2021 in Kasan gewann sie Bronze über 800 und 400 Meter Freistil.
Ihren bisher größten Erfolg feierte Gose bei den Europameisterschaften 2022 in Rom. Hier holte sie nicht nur Silber über 800 Meter Freistil und Bronze über 200 Meter Freistil, sondern komplettierte ihren Medaillensatz mit Gold über 400 Meter Freistil. Am 10. Februar 2023 wurde Gose zum zweiten Mal in Folge zu Sachsen-Anhalts Sportlerin des Jahres gewählt.
Aufgrund ihrer Erfolge bei den Weltmeisterschaften 2023 in Fukuoka und 3-mal Einzelgold bei den U-23-Europameisterschaften 2023 in Dublin wurde Isabel Gose zum dritten Mal in Folge zu Sachsen-Anhalts Sportlerin des Jahres gekürt.
Ihre ersten WM-Medaillen gewann sie mit den beiden dritten Plätzen über 400 und 1500 Meter und dem zweiten Platz über 800 Meter Freistil bei den Weltmeisterschaften in Doha 2024. Im Finale über 400 Meter Freistil schwamm sie gleichzeitig deutschen Rekord.
Bei den Deutschen Meisterschaften in Berlin avancierte Isabel Gose mit vier Goldmedaillen zur erfolgreichsten Athletin der Titelkämpfe. Sie hatte sich damit auf vier Strecken (200, 400, 800 und 1500 m Freistil) für ihre zweiten Olympischen Spiele in Paris qualifiziert. Außerdem war Isabel Gose Teil der 4-mal-200-Meter-Freistilstaffel.
Bei den Olympischen Spielen 2024 gewann Gose Bronze über 1500 Meter Freistil und stellte dabei einen neuen deutschen Rekord auf. Im Dezember 2024 wurde Gose in Budapest Kurzbahn-Weltmeisterin über 1500 Meter Freistil sowie Kurzbahn-Vizeweltmeisterin über 800 Meter Freistil und stellte dabei einen neuen deutschen Rekord auf. Auch über 400 Meter Freistil unterbot sie den bisherigen deutschen Rekord und wurde im Finale Sechste.
Bei den Weltmeisterschaften 2025 in Singapur errang sie die Goldmedaille als Mitglied der 4-mal-1,5-km-Staffel – mit Celine Rieder, Oliver Klemet und Florian Wellbrock.

## Erfolge

### Olympische Spiele
2024: Olympische Sommerspiele in Paris
- 3. Platz über 1500 m Freistil (DR im Finale)
- 5. Platz 400 m Freistil (DR im Finale)
- 5. Platz 800 m Freistil

### Weltmeisterschaften
2024: Kurzbahnweltmeisterschaften in Budapest
- 1. Platz über 1500 m Freistil
- 2. Platz über 800 m Freistil (DR im Finale)
- 6. Platz 400 m Freistil (DR im Finale)

2024: Weltmeisterschaften in Doha
- 2. Platz über 800 m Freistil
- 3. Platz über 400 m Freistil (DR im Finale)
- 3. Platz über 1500 m Freistil

2023: Weltmeisterschaften in Fukuoka
- 5. Platz über 800 m Freistil
- 6. Platz über 1500 m Freistil
- 7. Platz über 400 m Freistil (DR im Vorlauf)

2022: Weltmeisterschaften in Budapest
- 5. Platz über 400 m Freistil
- 6. Platz über 800 m Freistil
- 8. Platz über 200 m Freistil

2021: Kurzbahnweltmeisterschaften
in Abu Dhabi
- 4. Platz über 800 m Freistil
- 6. Platz über 400 m Freistil
- 6. Platz 4 × 200 m Freistilstaffel der Damen

2017: Juniorenweltmeisterschaften in Indianapolis (USA)
- 4. Platz über 200 m Freistil
- 9. Platz über 400 m Freistil

### Europameisterschaften
2023: Junioreneuropameisterschaften in Dublin (Irland)
- 1. Platz über 400 m Freistil
- 1. Platz über 800 m Freistil
- 1. Platz über 1500 m Freistil

2022:
Europameisterschaften in Rom (Italien)
- 1. Platz über 400 m Freistil
- 2. Platz über 800 m Freistil
- 3. Platz über 200 m Freistil

2021:
Kurzbahneuropameisterschaften in Kasan (Russland)
- 3. Platz über 400 m Freistil
- 3. Platz über 800 m Freistil

2019:
Kurzbahneuropameisterschaften in Glasgow (Schottland)
- 2. Platz über 400 m Freistil

2018:
Europameisterschaften in Glasgow (Schottland)
- 5. Platz über 200 m Freistil
- 3. Platz über 4 × 200 m Freistilstaffel

2019: Junioreneuropameisterschaften in Kasan (Russland)
- 1. Platz über 100 m Freistil
- 1. Platz über 200 m Freistil (CR)
- 1. Platz über 400 m Freistil
- 1. Platz über 4 × 100 m Freistilstaffel
- 1. Platz über 4 × 100 m Freistil Mixedstaffel (CR)
- 2. Platz über 50 m Freistil
- 3. Platz über 4 × 200 m Freistilstaffel

2018: Junioreneuropameisterschaften in Helsinki (Finnland)
- 1. Platz über 200 m Freistil
- 2. Platz über 400 m Freistil
- 2. Platz über 4 × 100 m Freistilstaffel
- 2. Platz über 4 × 100 m Freistil Mixedstaffel
- 2. Platz über 4 × 200 m Freistilstaffel
- 3. Platz über 4 × 100 m Lagenstaffel
- 3. Platz über 4 × 100 m Lagen Mixedstaffel

2016: Junioreneuropameisterschaften in Hódmezővásárhely (Ungarn)
- 12. Platz über 200 m Freistil
- 23. Platz über 100 m Freistil
- 27. Platz über 50 m Freistil

### Deutsche Meisterschaften
2025: Deutsche Meisterschaften in Berlin
• 1. Platz über 400 m Freistil 
• 1. Platz über 800 m Freistil 
• 1. Platz über 1500 m Freistil 
2024: Deutsche Meisterschaften in Berlin
- 1. Platz über 200 m Freistil
- 1. Platz über 400 m Freistil
- 1. Platz über 800 m Freistil
- 1. Platz über 1500 m Freistil

2023: Deutsche Meisterschaften in Berlin
- 1. Platz über 400 m Freistil
- 1. Platz über 1500 m Freistil
- 1. Platz über 4 × 200 m Freistil Mixedstaffel

2022: Deutsche Meisterschaften in Berlin
- 1. Platz über 800 m Freistil

2019: Deutsche Kurzbahnmeisterschaften in Berlin
- 1. Platz über 400 m Freistil
- 2. Platz über 200 m Freistil
- 3. Platz über 800 m Freistil

2018: Deutsche Kurzbahnmeisterschaften in Berlin
- 1. Platz über 200 m Freistil
- 1. Platz über 800 m Freistil
- 2. Platz über 400 m Freistil
- 4. Platz über 50 m Freistil
- 4. Platz über 100 m Freistil

2017: Deutsche Kurzbahnmeisterschaften in Berlin
- 1. Platz über 400 m Freistil
- 1. Platz über 800 m Freistil
- 2. Platz über 200 m Freistil
- 5. Platz über 100 m Freistil
- 6. Platz über 50 m Freistil

2017: Deutsche Meisterschaften in Berlin
- 1. Platz über 200 m Freistil
- 3. Platz über 400 m Freistil
- 4. Platz über 50 m Freistil
- 5. Platz über 100 m Freistil

2016: Deutsche Kurzbahnmeisterschaften in Berlin
- 1. Platz über 400 m Freistil
- 2. Platz über 200 m Freistil
- 2. Platz über 800 m Freistil

2016: Deutsche Meisterschaften in Berlin
- 9. Platz über 100 und 200 m Freistil
- 11. Platz über 50 m Freistil
- 12. Platz über 800 m Freistil
- 13. Platz über 400 m Freistil

2015: Deutsche Meisterschaften in Berlin
- 8. Platz über 200 m Freistil
- 10. Platz über 800 m Freistil
- 16. Platz über 400 m Freistil

2014: Deutsche Kurzbahnmeisterschaften in Wuppertal
- 14. Platz über 800 und 1500 m Freistil
- 16. Platz über 200 m Freistil